# Гальярди, Эммануэль
Эммануэль Гальярди (итал. Emmanuelle Gagliardi; род. 9 июля 1976, Женева) — швейцарская теннисистка. Победительница четырёх турниров WTA в парном разряде, член сборной Швейцарии в Кубке Федерации.

## Спортивная карьера
Свои первые матчи в турнирах ITF Эммануэль Гальярди сыграла в 1992 году. На следующий год она уже завоевала свои первые титулы на этом уровне как в одиночном, так и в парном разряде (оба — на турнире с призовым фондом 10 тысяч долларов в итальянском городе Николоси), с 1994 по 1999 год добавив к ним ещё пять титулов в одиночном разряде и два в парах.
В апреле 1997 года на Открытом чемпионате Хорватии Гальярди впервые в карьере дошла до полуфинала турнира WTA в одиночном разряде, а в июне впервые вошла в число ста сильнейших теннисисток мира. В июле состоялся её дебют в сборной Швейцарии — в паре с Мартиной Хингис она нанесла поражение соперницам из команды Аргентины в рамках матча плей-офф Мировой группы Кубка Федерации. В 1998 году Гальярди также провела одну игру за сборную, в полуфинальном матче Мировой группы в паре с Патти Шнидер обыграв Натали Тозья и Александру Фусаи. Финальный матч против команды Испании, однако, Хингис и Шнидер провели без неё.
В 2000 году Гальярди представляла Швейцарию на Олимпиаде в Сиднее, дойдя до второго круга в одиночном разряде и проиграв первую же парную встречу. В новогоднюю неделю она в паре с австрийкой Барбарой Шетт впервые в карьере пробилась в Окленде (Новая Зеландия) в финал турнира WTA. Вскоре после этого ей удалось на Открытом чемпионате Австралии победить пятую ракетку мира Кончиту Мартинес, одержав первую за время выступлений победу над соперницей из первой десятки мирового рейтинга. В 2002 году, после выхода в полуфинал турнира высшей категории в Индиан-Уэлсе, Гальярди вошла в число 50 лучших теннисисток мира в одиночном разряде.
За 2003 год Гальярди дважды проигрывала в финалах турниров WTA в Португалии и Хорватии в парном разряде и записала в свой актив первый выход в полуфинал турнира Большого шлема — на Открытом чемпионате Австралии она и венгерка Петра Мандула обыграли третью и пятую посеянные пары, уступив лишь второй паре мира Паола Суарес-Вирхиния Руано. В одиночном разряде Гальярди трижды играла в полуфиналах турниров WTA. Она закончила сезон на 26-м месте в парном и 56-м месте в одиночном разряде.
На следующий год Гальярди выиграла свои первые турниры WTA в парном разряде в португальском Оэйраше и Пекине и ещё дважды проигрывала в финалах, к концу сентября поднявшись в парном рейтинге до рекордного в карьере 22-го места. В 2005 году она довела число титулов WTA до четырёх, одержав победы в Боготе и Гуанчжоу. В этом же году она показала свой лучший результат в турнирах Большого шлема в одиночном разряде, пробившись в четвёртый круг Открытого чемпионата Франции. Она продолжала выступать до 2008 года, обеспечив в своём последнем матче Кубка Федерации выход швейцарской команды во II Мировую группу после выигрыша решающей игры в паре с Патти Шнидер против соперниц из сборной Австрии. В общей сложности Гальярди провела за сборную 32 игры, выиграв 23 из них (10 в одиночном разряде и 13 в парах). Свою последнюю игру на индивидуальном уровне она провела на Олимпиаде в Пекине в паре со Шнидер. В общей сложности она выиграла за карьеру четыре турнира WTA в парах и 14 турниров ITF в обоих разрядах.

## Итоговое место в рейтинге WTA по годам
| Год  | Одиночный рейтинг | Парный рейтинг |
| 2008 | 256               | 175            |
| 2007 | 132               | 112            |
| 2006 | 113               | 79             |
| 2005 | 93                | 54             |
| 2004 | 104               | 22             |
| 2003 | 56                | 26             |
| 2002 | 61                | 83             |
| 2001 | 69                | 81             |
| 2000 | 97                | 220            |
| 1999 | 68                | 128            |
| 1998 | 105               | 256            |
| 1997 | 77                | 212            |
| 1996 | 123               | 248            |
| 1995 | 232               | 288            |
| 1994 | 330               | 499            |
| 1993 | 484               | 394            |
| 1992 | 675               | 606            |

## Выступления на турнирах

### Финалы турнировWTAв парном разряде (10)

#### Победы (4)
| Легенда           |
| ----------------- |
| Большой шлем (0)* |
| I категория (0)   |
| II категория (1)  |
| III категория (2) |
| IV категория (1)  |
| V категория (0)   |

| Титулы по покрытиям | Титулы по месту проведения матчей турнира |
| ------------------- | ----------------------------------------- |
| Хард (2)*           | Зал (0)                                   |
| Грунт (2)           | Зал (0)                                   |
| Трава (0)           | Открытый воздух (4)                       |
| Ковёр (0)           | Открытый воздух (4)                       |

*количество побед в парном разряде.
| №  | Дата             | Турнир             | Покрытие | Партнёрша           | Соперницы в финале                   | Счёт       |
| 1. | 18 апреля 2004   | Оэйраш, Португалия | Грунт    | Жанетта Гусарова    | Ольга Благотова Габриэла Навратилова | 6-3 6-2    |
| 2. | 20 сентября 2004 | Пекин, Китай       | Хард     | Динара Сафина       | Мария Венто Кабчи Хисела Дулко       | 6-4 6-4    |
| 3. | 20 февраля 2005  | Богота, Колумбия   | Грунт    | Тина Писник         | Любомира Курхайцова Барбора Стрыцова | 6-4 6-3    |
| 4. | 2 октября 2005   | Гуанчжоу, Китай    | Хард     | Мария Елена Камерин | Неха Уберой Шиха Уберой              | 7-6(5) 6-3 |

#### Поражения (6)
| №  | Дата            | Турнир                 | Покрытие | Партнёрша            | Соперницы в финале               | Счёт              |
| 1. | 6 января 2001   | Окленд, Новая Зеландия | Хард     | Барбара Шетт         | Рита Гранде Александра Фусаи     | 6-7(4) 3-6        |
| 2. | 13 апреля 2003  | Оэйраш, Португалия     | Грунт    | Марет Ани            | Патриция Вартуш Петра Мандула    | 7-6(3) 6-7(3) 2-6 |
| 3. | 4 мая 2003      | Бол, Хорватия          | Грунт    | Патти Шнидер         | Патриция Вартуш Петра Мандула    | 3-6 2-6           |
| 4. | 8 августа 2004  | Стокгольм, Швеция      | Хард     | Анна-Лена Грёнефельд | Алисия Молик Барбара Шетт        | 3-6 3-6           |
| 5. | 22 августа 2004 | Цинциннати, США        | Хард     | Анна-Лена Грёнефельд | Марлен Вайнгартнер Джилл Крейбас | 5-7 6-7(2)        |
| 6. | 8 октября 2006  | Ташкент, Узбекистан    | Хард     | Мария Елена Камерин  | Виктория Азаренко Татьяна Пучек  | Без игры          |